# المويجر (تعز)
المويجر هي إحدى قرى جمهورية اليمن. تتبع جغرافيا لمحافظة تعز وإداريًا لمديرية مقبنة. يبلغ تعداد سكانها 3393 نسمة حسب الإحصاء الذي أجري عام 2004.